# Élevage de renards

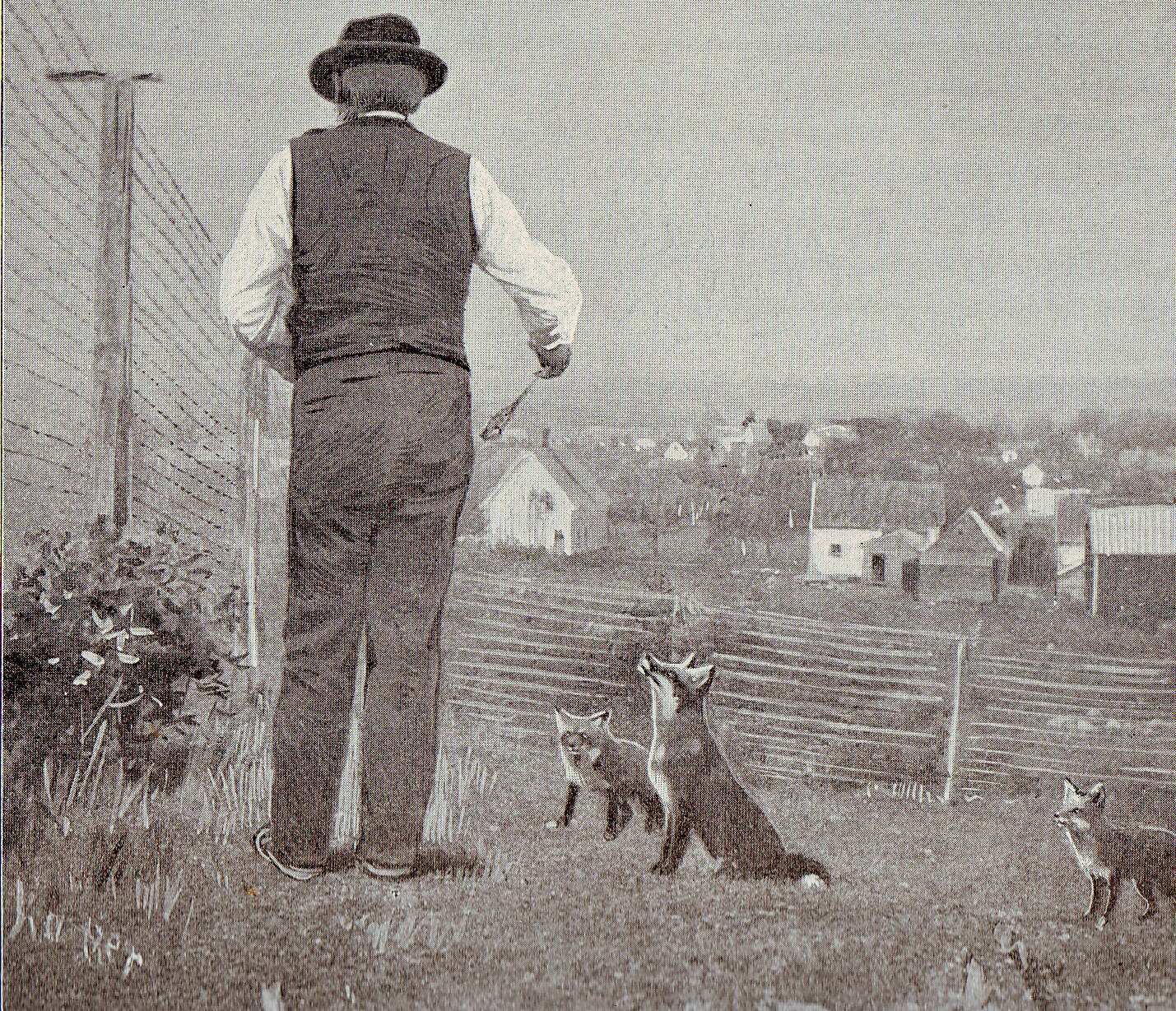
Nourrissage de renards argentés captifs à Foxcroft, au Maine, aux États-Unis. Photographie de prise autour de 1901.

Vulpiculture
L'élevage de renards ou vulpiculture est l'ensemble des opérations visant à faire reproduire (en) les renards au profit de l'activité humaine. L'établissement qui pratique cet élevage s'appelle une renardière (surtout au Québec). Les principales espèces élevées sont le Renard roux (Vulpes vulpes) et le Renard polaire (Vulpes lagopus). Cet élevage a pour objet principal la production de fourrure (de). Il se pratique surtout en Amérique du Nord, en Chine et en Europe.

Exemple d'espèces élevées
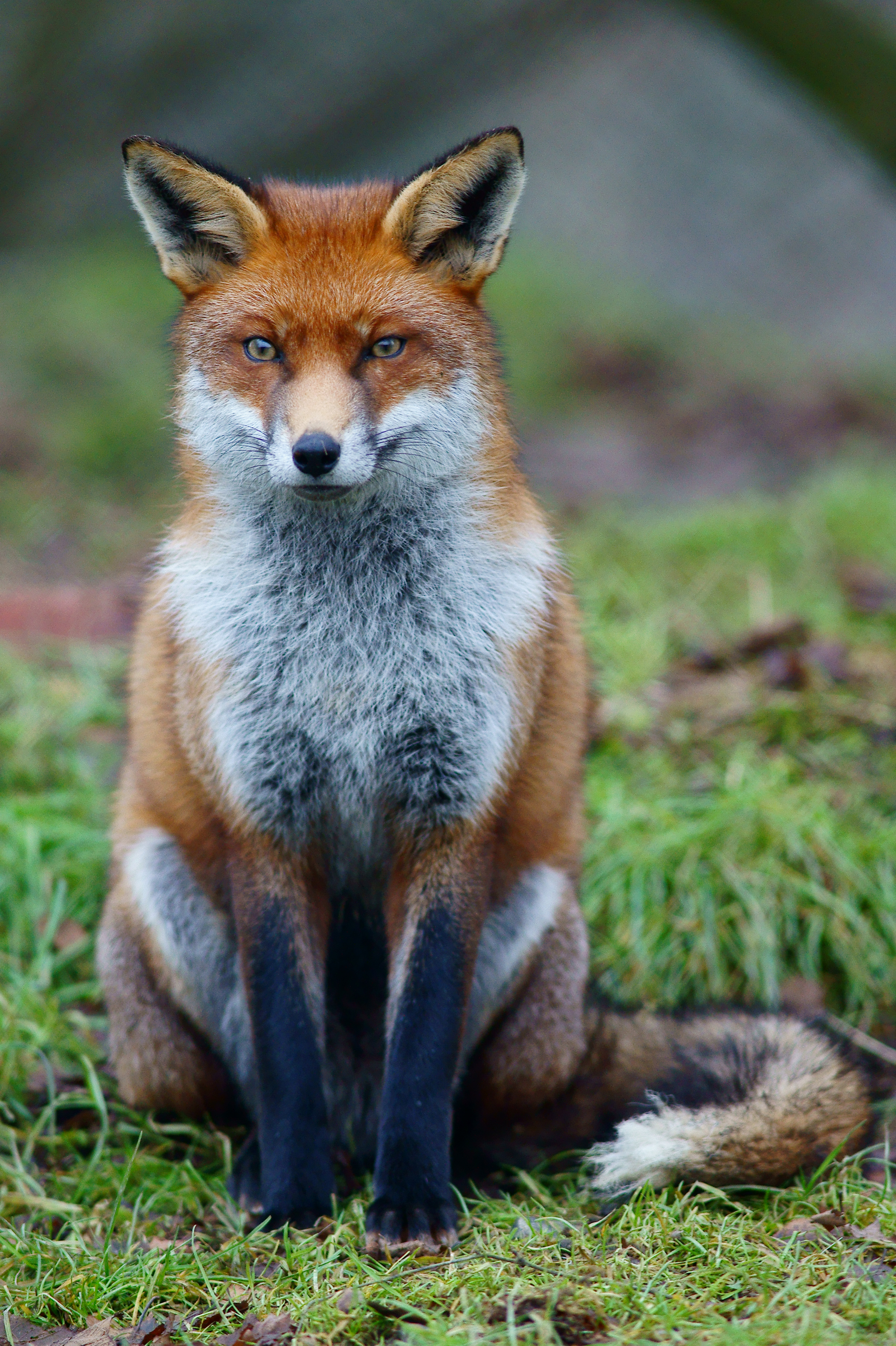
Renard roux
Renard polaire